# Divisiones Regionales de la Región de Murcia 2015-16
Las divisiones regionales de fútbol son las categorías de competición futbolística de más bajo nivel en España, en las que participan deportistas amateur, no profesionales. En la Región de Murcia su administración corre a cargo de las Real Federación de Fútbol de la Región de Murcia. Inmediatamente por encima de estas categorías estaba la Tercera División española.
En la temporada 2015-2016 las divisiones regionales se dividen en Preferente Autonómica, Primera Autonómica y Segunda Autonómica. Los dos primeros clasificados de Preferente Autonómica y el vencedor de la eliminatoria de ascenso ascendieron al grupo XIII de Tercera División, aunque hubo dos ascensos más por compensación de plazas.

## Preferente Autonómica
La temporada 2015/16 de la Preferente Autonómica de la Región de Murcia comenzó el 6 de septiembre de 2015 y terminó el 22 de mayo de 2016.

### Clasificación
|  |     | Equipos de fútbol    | PJ | G  | E  | P  | GF | GC | Dif | Pts |
|  | --- | -------------------- | -- | -- | -- | -- | -- | -- | --- | --- |
|  | 1.  | Sangonera UCAM CF    | 34 | 22 | 7  | 5  | 77 | 29 | +48 | 73  |
|  | 2.  | La Hoya Lorca CF "B" | 34 | 22 | 7  | 5  | 68 | 27 | +41 | 73  |
|  | 3.  | Olímpico de Totana   | 34 | 20 | 4  | 10 | 54 | 36 | +18 | 64  |
|  | 4.  | CD Cieza             | 34 | 16 | 11 | 7  | 57 | 34 | +23 | 59  |
|  | 5.  | CD Algar             | 34 | 16 | 10 | 8  | 59 | 43 | +16 | 58  |
|  | 6.  | SFC Minerva          | 34 | 15 | 13 | 6  | 59 | 28 | +31 | 58  |
|  | 7.  | Mazarrón FC          | 34 | 16 | 9  | 9  | 59 | 45 | +14 | 57  |
|  | 8.  | UD Los Garres        | 34 | 16 | 3  | 15 | 59 | 56 | +3  | 51  |
|  | 9.  | Montecasillas FC     | 34 | 15 | 6  | 13 | 57 | 55 | +2  | 51  |
|  | 10. | Cartagena FC         | 34 | 12 | 12 | 10 | 50 | 41 | +9  | 48  |
|  | 11. | Jumilla CD           | 34 | 12 | 11 | 11 | 43 | 40 | +3  | 47  |
|  | 12. | Beniaján CF          | 34 | 11 | 7  | 16 | 43 | 57 | -14 | 40  |
|  | 13. | CF Molina            | 34 | 11 | 5  | 18 | 38 | 50 | -12 | 38  |
|  | 14. | AD Alquerías         | 34 | 9  | 6  | 19 | 37 | 74 | -37 | 33  |
|  | 15. | CD Bala Azul         | 34 | 8  | 7  | 19 | 37 | 53 | -16 | 31  |
|  | 16. | CD Bullense          | 34 | 6  | 9  | 19 | 31 | 69 | -38 | 27  |
|  | 17. | Sporting Aguileño    | 34 | 5  | 9  | 20 | 30 | 69 | -39 | 24  |
|  | 18. | CD Juvenia           | 34 | 4  | 4  | 26 | 27 | 79 | -52 | 16  |

Pts = Puntos; PJ = Partidos Jugados; G = Partidos Ganados; E = Partidos Empatados; P = Partidos Perdidos; GF = Goles Anotados; GC = Goles Recibidos; Dif = Diferencia de gol
|  | Asciende a Tercera División                                |
|  | Clasificado para el Play-Off de ascenso a Tercera División |
|  | Desciende a Primera Autonómica                             |

### Play-Off de ascenso

#### Semifinales

##### SFC Minerva - Olímpico de Totana
| 29 de mayo de 2016, 19:00 | SFC Minerva                           | 3 : 1   | Olímpico de Totana | Estadio El Secante, Alumbres (Cartagena)                        |                                                                 |
|                           | Dato 4' · Dato 46' · José Alberto 54' | Reporte | Alfonso 13'        | Asistencia: 300 espectadores Árbitro(s): Ignacio Alcaraz Bernal | Asistencia: 300 espectadores Árbitro(s): Ignacio Alcaraz Bernal |

| 5 de junio de 2016, 19:00 | Olímpico de Totana           | 2 : 2 | SFC Minerva                 | Estadio Juan Cayuela, Totana                                       |                                                                    |
|                           | Mario Gómez 69' · Javiti 88' |       | José Alberto 7' · Carri 18' | Asistencia: 500 espectadores Árbitro(s): Antonio Riquelme Jaudenes | Asistencia: 500 espectadores Árbitro(s): Antonio Riquelme Jaudenes |

##### CD Algar - CD Cieza
| 29 de mayo de 2016, 19:30 | CD Algar                   | 2 : 0   | CD Cieza | Estadio Sánchez Luengo, El Algar (Cartagena) |                                  |
|                           | Alfaro 51' · Titi Sanz 80' | Reporte |          | Árbitro(s): David Campos Salinas             | Árbitro(s): David Campos Salinas |

| 4 de junio de 2016, 19:00 | CD Cieza | 3 : 2 | CD Algar | Estadio de La Arboleja, Cieza |  |
|                           |          |       |          | Árbitro(s): Raúl Almagro Gil  |  |

#### Final

##### SFC Minerva - CD Algar
| 12 de junio de 2016, 19:00 | SFC Minerva | 1 : 0 | CD Algar | Estadio El Secante, Alumbres (Cartagena) |  |

| 29 de junio de 2016, 20:30 | CD Algar | 3 : 1 | SFC Minerva | Estadio Sánchez Luengo, El Algar (Cartagena) |  |

| Asciende a Tercera División CD Algar |

## Primera Autonómica
La temporada 2015/16 de la Primera Autonómica de la Región de Murcia comenzó el 6 de septiembre de 2015 y terminó el 22 de mayo de 2016.

### Clasificación
|  |     | Equipos de fútbol       | PJ | G  | E  | P  | GF | GC  | Dif | Pts |
|  | --- | ----------------------- | -- | -- | -- | -- | -- | --- | --- | --- |
|  | 1.  | UD Abanilla             | 34 | 18 | 12 | 4  | 77 | 47  | +30 | 66  |
|  | 2.  | FC Cartagena "B"        | 34 | 20 | 5  | 9  | 84 | 45  | +39 | 65  |
|  | 3.  | Alcantarilla FC         | 34 | 19 | 8  | 7  | 57 | 36  | +21 | 65  |
|  | 4.  | CD El Esparragal        | 34 | 18 | 9  | 7  | 76 | 44  | +32 | 63  |
|  | 5.  | Balsicas Atlético       | 34 | 17 | 11 | 6  | 65 | 37  | +28 | 62  |
|  | 6.  | CD Lumbreras            | 34 | 16 | 8  | 10 | 57 | 51  | +6  | 56  |
|  | 7.  | DITT Redmovil AD        | 34 | 14 | 10 | 10 | 68 | 59  | +9  | 52  |
|  | 8.  | CD Beniel               | 34 | 14 | 7  | 13 | 60 | 60  | 0   | 49  |
|  | 9.  | Nuestro Abarán CF       | 34 | 13 | 9  | 12 | 76 | 63  | +13 | 48  |
|  | 10. | EF Los Alcázares        | 34 | 14 | 6  | 14 | 68 | 66  | +2  | 48  |
|  | 11. | AD Rincón de Seca       | 34 | 12 | 9  | 13 | 58 | 68  | -10 | 45  |
|  | 12. | ED Javalí Viejo-La Ñora | 34 | 12 | 9  | 13 | 78 | 62  | +16 | 45  |
|  | 13. | CD Alberca              | 34 | 12 | 8  | 14 | 66 | 65  | +1  | 44  |
|  | 14. | EMF Fuente Álamo        | 34 | 10 | 9  | 15 | 53 | 77  | -24 | 39  |
|  | 15. | Mar Menor CF "B"        | 34 | 11 | 4  | 19 | 48 | 73  | -25 | 37  |
|  | 16. | AD Pliego               | 34 | 10 | 4  | 20 | 39 | 70  | -31 | 34  |
|  | 17. | Yeclano Deportivo "B"   | 34 | 8  | 4  | 22 | 39 | 66  | -27 | 28  |
|  | 18. | FC Jumilla "B"          | 34 | 2  | 0  | 32 | 29 | 109 | -80 | 6   |

Pts = Puntos; PJ = Partidos Jugados; G = Partidos Ganados; E = Partidos Empatados; P = Partidos Perdidos; GF = Goles Anotados; GC = Goles Recibidos; Dif = Diferencia de gol
|  | Asciende a Preferente Autonómica                               |
|  | Clasificado para el Playoff de ascenso a Preferente Autonómica |
|  | Desciende a Segunda Autonómica                                 |

### Play-Off de ascenso

#### Semifinales

##### CD Lumbreras - Alcantarilla FC
| 28 de mayo de 2016, 18:00 | CD Lumbreras | 2 : 1 | Alcantarilla FC | Polideportivo municipal, Puerto Lumbreras |  |
|                           |              |       |                 | Árbitro(s): Jesús Izquierdo García        |  |

| 4 de junio de 2016, 18:30 | Alcantarilla FC | 4 : 0   | CD Lumbreras | Ciudad deportiva Ángel Sornichero, Alcantarilla |                                |
|                           |                 | Reporte |              | Árbitro(s): Carlos Pérez Pardo                  | Árbitro(s): Carlos Pérez Pardo |

##### Balsicas Atlético - CD El Esparragal
| 29 de mayo de 2016, 19:00 | Balsicas Atlético | 0 : 0   | CD El Esparragal | Estadio Los Cipreses, Balsicas (Torre-Pacheco) |                                  |
|                           |                   | Reporte |                  | Árbitro(s): Daniel Perán Alcaraz               | Árbitro(s): Daniel Perán Alcaraz |

| 5 de junio de 2016, 19:00 | CD El Esparragal | 2 : 4   | Balsicas Atlético | Campo municipal, El Esparragal (Murcia) |  |
|                           |                  | Reporte |                   |                                         |  |

#### Final

##### Balsicas Atlético - Alcantarilla FC
| 11 de junio de 2016, 19:00 | Balsicas Atlético | 4 : 0   | Alcantarilla FC | Estadio Los Cipreses, Balsicas (Torre-Pacheco) |                                        |
|                            |                   | Reporte |                 | Árbitro(s): José Francisco López Lucas         | Árbitro(s): José Francisco López Lucas |

| 19 de junio de 2016, 19:00 | Alcantarilla FC | 0 : 5 | Balsicas Atlético | Ciudad deportiva Ángel Sornichero, Alcantarilla |  |

| Asciende a Preferente Autonómica Balsicas Atlético |

## Segunda Autonómica
La temporada 2015/16 de la Segunda Autonómica de la Región de Murcia comenzó el 13 de septiembre de 2015 y terminó el 5 de junio de 2016.

### Clasificación
|  |     | Equipos de fútbol              | PJ | G  | E | P  | GF  | GC  | Dif | Pts |
|  | --- | ------------------------------ | -- | -- | - | -- | --- | --- | --- | --- |
|  | 1.  | CD Villa de Fortuna            | 34 | 29 | 4 | 1  | 119 | 26  | +93 | 91  |
|  | 2.  | EF Alhama "B"                  | 34 | 25 | 9 | 0  | 101 | 26  | +75 | 84  |
|  | 3.  | Peña Madridista CF de Caravaca | 34 | 24 | 2 | 8  | 90  | 29  | +61 | 74  |
|  | 4.  | EDMF Churra "B"                | 34 | 21 | 7 | 6  | 106 | 53  | +53 | 70  |
|  | 5.  | FC Carmelitano Alguazas        | 33 | 19 | 5 | 9  | 86  | 50  | +36 | 62  |
|  | 6.  | Sangonera la Verde CF "B"      | 34 | 17 | 6 | 11 | 75  | 51  | +24 | 57  |
|  | 7.  | AD La Isla                     | 34 | 16 | 5 | 13 | 91  | 71  | +20 | 53  |
|  | 8.  | EF Corvera                     | 33 | 17 | 2 | 14 | 65  | 63  | +2  | 53  |
|  | 9.  | CD El Esparragal "B"           | 34 | 14 | 6 | 14 | 67  | 66  | +1  | 48  |
|  | 10. | AD Vistalegre                  | 34 | 14 | 3 | 17 | 75  | 66  | +9  | 45  |
|  | 11. | Santiago de la Ribera FC       | 34 | 13 | 4 | 17 | 66  | 65  | +1  | 43  |
|  | 12. | EF El Raal                     | 34 | 12 | 3 | 19 | 54  | 62  | -8  | 39  |
|  | 13. | AD Caravaca Vera Cruz "B"      | 34 | 11 | 3 | 20 | 62  | 114 | -52 | 36  |
|  | 14. | CD Ceutí                       | 34 | 12 | 3 | 19 | 73  | 85  | -12 | 36  |
|  | 15. | AD El Palmeral                 | 34 | 10 | 4 | 20 | 52  | 71  | -19 | 34  |
|  | 16. | EFB Puente Tocinos             | 34 | 6  | 6 | 22 | 53  | 90  | -37 | 24  |
|  | 17. | Unión Archena FC               | 34 | 6  | 5 | 23 | 51  | 103 | -52 | 23  |
|  | 18. | CD Murcia La Fuensanta         | 34 | 0  | 1 | 11 | 6   | 69  | -63 | 0   |

Pts = Puntos; PJ = Partidos Jugados; G = Partidos Ganados; E = Partidos Empatados; P = Partidos Perdidos; GF = Goles Anotados; GC = Goles Recibidos; Dif = Diferencia de gol
|  | Asciende a Primera Autonómica                                |
|  | Retirado de la competición durante el transcurso de la misma |